# نيكولاي بافلوف (لاعب كرة طائرة)
نيكولاي بافلوف (22 مايو 1982 في أوكرانيا - ) هو لاعب كرة طائرة شاطئية ولاعب كرة طائرة أوكرانيا وروسيا في مركز ضارب خارجي ‏. لعب مع Top Volley Latina ‏.

## وصلات خارجية
- نيكولاي بافلوف على موقع الاتحاد الأوروبي (الإنجليزية)
- نيكولاي بافلوف على موقع عالم الكرة الطائرة (الإنجليزية)
- نيكولاي بافلوف على موقع دوري الدرجة الأولى الإيطالي للكرة الطائرة - رجال (الإيطالية)